# Koroška cesta
Koroška cesta je ulica v Mariboru.

## Zgodovina
Ulica je bila prvič omenjena leta 1315 kot Markt (trg), šele leta 1438 se prvič omenja kot Khartner Gasse, pozneje pa so jo poimenovali Kaertner Strasse. Leta 1919 je dobila slovensko ime – Koroška cesta. Leta 1941 je ponovno dobila nemško ime, v letu 1945 pa ponovno slovensko, ki ga nosi še danes. Odkar so ulico podaljšali do občine Bresternica, obsega zanimive zgradbe. Od številnih požarov v mestu so se kar štirje pričeli prav na Koroški cesti (v letih 1601, 1650, 1700, 1797).

## Promet
Več deset let si je ulico lastil avtomobilski promet, saj je v povprečju po njej peljalo 18.000 vozil dnevno. Še danes vozila povzročajo hrup, onesnaženje in nevarnosti, zato si prebivalci Maribora prizadevajo razbremeniti motorni promet na tej ulici.
Od leta 2020 je cesta mimo glavnega trga zaprta za promet. 

## Zgradbe
Na ulici se nahajajo nekatere zanimive stavbe iz zgodovine mesta. V hiši številka 1 se je med letoma 1758 in 1892 nahajala prva mariborska gimnazija. V hiši številka 3 je prebival ded poznejšega srbskega kralja Petra I. Hišo številka 12 je leta 1892 kupila mestna občina za namestitev varnostne straže in prostovoljnih gasilcev. Na mestu med hišama številka 21 in 26 so se do leta 1829 nahajala mestna vrata Naše ljube gospe ali Koroška vrata. Po svoje posebna je tudi hiša številka 24, ki je bila zgrajena leta 1553 in ki so ji vsi požari prizanesli, prav tako ji je prizanesla tudi kuga v letih 1680 in 1681, ker je bila njena lastnica, pekarka Murmann, zelo previdna glede prodaje kruha. Na vogalu hiše številke 26 je v vogal vzidan kamniti grb, ki predstavlja leva. Na drugi strani ceste je na hiši številka 21 kamniti grb Maribora, oba iz leta 1552.